# Dirge of Cerberus: Final Fantasy VII
Dirge of Cerberus: Final Fantasy VII è un videogioco action RPG per PlayStation 2 edito da Square Enix. Seguito di Final Fantasy VII, la sua storia si svolge cronologicamente un anno dopo gli eventi del film Final Fantasy VII: Advent Children, ma ignora tali eventi, seguendo invece quelli del prequel videoludico. A differenza di Final Fantasy VII, Dirge of Cerberus non è un JRPG, ma un action RPG.

## Trama
Il gioco narra le avventure di Vincent Valentine, che tenta di salvare Midgar da dei nuovi nemici, i Deepground, ex soldati della ShinRa rimasti sepolti sotto le macerie di Midgar, in seguito allo schianto della meteora evocata da Sephiroth.
Nella storia, un ruolo chiave avrà il passato di Vincent. Dopo essere stato ucciso da Hojo viene sottoposto ad alcuni "esperimenti" da Lucrecia nel tentativo di riportarlo in vita. Lucrecia è profondamente scossa dalla morte di Vincent perché una situazione simile le era già capitata: Grimoire Valentine, il padre di Vincent rimase ucciso durante un esperimento su Chaos. Per riportare in vita Vincent utilizza il gene Chaos introducendolo nel corpo di Vincent e sostituisce il suo cuore con la Protomateria, capace di tenere a bada Chaos, il vassallo di Omega.
Secondo alcune antiche scritture dei Cetra infatti, quando il pianeta è prossimo alla distruzione, creerà Omega che con l'aiuto di Chaos (che ha il compito di radunare tutte le anime del pianeta) porterà tutte le anime del LifeStream in viaggio per le stelle.
I Deepground, capeggiati da un losco individuo, Weiss, stermineranno migliaia di persone per far credere al pianeta che la distruzione è vicina, cosicché risvegli il leggendario Omega.

## Personaggi
- Vincent Valentine: è il protagonista del gioco. Un anno dopo le vicende di Final Fantasy VII: Advent Children viene chiamato da Reeve per un'importante questione a Kalm. Qui diviene il bersaglio dei Deepground e presto viene a conoscenza di avere la Protomateria dentro il suo corpo, in seguito ad esperimenti di Lucrecia e Hojo. Una volta rimossa dal suo corpo, Vincent non è più in grado di controllare Chaos, che spesso si impossessa del suo corpo, e solo grazie ai ricordi di Lucrecia riesce a domarlo. Affronta il capo dei Deepground, Weiss, che in realtà è posseduto da Hojo, il cui unico intento è entrare nel corpo di Omega e diventare l'essere più potente. Grazie all'aiuto di Shelke, Vincent è in grado di riacquistare la propria coscienza e di dominare Chaos. Così sconfigge Omega ma alla fine del gioco scompare in seguito all'esplosione di Omega. Alla fine Vincent ringrazia Lucrecia, la sua unica ragione di vita durante tutti quegli anni, ed è finalmente pronto ad iniziare una nuova vita.

- Cait Sith: Cait Sith non riveste un ruolo abbastanza ampio nelle vicende di Dirge of Cerberus anche se è l'unico personaggio giocabile (seppur per brevi missioni) oltre a Vincent. Da notare che Reeve non lo chiama mai per nome, ma sempre con frasi come "tu-sai-chi".

- Reeve: Reeve è il capo della WRO (World Regenesis Organization), nonché burattinaio di Cait Sith, che si occupa di rigenerare il pianeta, ormai in stato di degrado. Aiuterà Vincent nelle sue missioni (e Vincent farà altrettanto).

- Yuffie: Yuffie fa parte del gruppo della WRO, di cui è a capo Reeve. Aiuta Vincent in alcune parti del gioco e con il suo umorismo controbilancia la serietà di Vincent. Si infiltra nel Reattore Mako Zero fra le rovine di Midgar e aiuta Vincent a metterlo fuori uso.

- Shalua Rui: una scienziata della WRO con una protesi al braccio sinistro e senza un occhio. Shalua è alla ricerca di sua sorella Shelke, ma dopo averla incontrata rimane ferita dal rifiuto che riceve. Tuttavia riesce a salvarla da Azul, che la controllava in cambio di Mako. Shalua appare per la prima volta in Before Crisis: Final Fantasy VII, dove è una delle costruttrici dell'arma di Barrett.

- Deepground: corpo di soldati creati geneticamente dalla Shinra durante esperimenti segreti nelle profondità di Midgar. Sono più forti dei comuni soldati e il loro gruppo élite sono gli Tsviet. Il nome Tsviet deriva dal russo Zvet (che significa "colore") e tutti i membri hanno il nome di un colore dopo il proprio. Cinque sono i membri che appaiono nella versione di gioco single player, e uno in più nella versione online. Tutti, tranne Shelke e Argento (che si trova solo nella versione giapponese) ostacolano Vincent.

- Azul: membro degli Tsviets, conosciuto come "Azul il ceruleo". Ha 33 anni e il suo nome significa "blu" in spagnolo e portoghese. Appare per la prima volta in Before Crisis come un normale uomo che vuole essere un SOLDIER. Usa un enorme cannone ed è stato sottoposto ad esperimenti che ne provocano la metamorfosi in un gigantesco Behemoth (Arch Azul). Sembra anche in possesso di una materia simile alla "final attack-revive" di FF7, per cui, una sola volta per battaglia, è salvato da un colpo fatale. Affronta Vincent 3 volte e viene ucciso trafitto con il suo stesso cannone da Chaos.

- Shelke: una giovane ragazza, membro degli Tsviet, che porta addosso due contenitori di Energia Mako, senza la quale non riuscirebbe a sopravvivere. È conosciuta come "Shelke la Diafana". Afferma di avere 19 anni, ma l'essere un Deepground ha fatto sì che il suo corpo rimanesse come quello di una ragazzina di 10 anni. Il suo nome significa "arancione " in Urdu, un riferimento ai suoi occhi color ambra. È la sorella minore di Shalua. All'inizio del gioco è a fianco di Azul, ma poi decide di aiutare Vincent. È l'unico membro del Tsviet a rimanere "senza colore". La sua abilità è la SND (Synaptic Net Dive), che le permette di creare una sua immagine digitale e di navigare nella rete per ottenere informazioni. Nel corso della storia è collegata ai dati di Lucrecia, e inizia a provare le sue stesse emozioni. È in grado di muoversi ad estrema velocità, ma perde a poco a poco potere non potendo assimilare Mako costantemente. Il suo nome completo, visibile nei titoli di coda, è Shelke Rui.

- Rosso: membro degli Tsviet, conosciuta anche come "Rosso Cremisi". Il suo nome significa "rosso" in italiano. Ha 25 anni ed è nata nei Deepground. Impugna una doppia lama in grado di generare fiamme. Il suo unico desiderio è quello di uccidere e si scontrerà contro Cloud durante l'assalto della WRO a Midgar, ma sarà Vincent a sconfiggerla facendola precipitare dalla cima del palazzo della Shinra. Tuttavia non si sa per certo se sia morta, in quanto la stessa Rosso afferma di non voler dare a Vincent la soddisfazione di ucciderla e decide di precipitare dal palazzo. Ha un marcato accento russo.

- Nero: membro degli Tsviet conosciuto anche come "Nero lo Zibellino". Ha 23 anni e il suo corpo è sempre avvolto nell'oscurità, che egli stesso controlla. Il suo potere consiste nel poter creare una sorta di buco nero da cui nessuno, tranne lui stesso, può fuggire. Tuttavia, Vincent sarà l'unico in grado di uscire, salvando anche Shelke. Il suo nome significa "nero" in italiano. Nero è il fratello biologico di Weiss, ed è l'unico esperimento riuscito dell'iniezione della Sostanza-G quando ancora si trovava nello stato fetale. Quando affronta Vincent per la seconda volta si trasforma in Arachnero, una sorta di macchina simile ad un gigantesco ragno. Dopo che Weiss viene sconfitto, Nero entra nel suo corpo, non volendo mai abbandonare il fratello, posseduto da Hojo, che viene così sconfitto.

- Weiss: capo dei Deepground, dichiara di aver indetto una "caccia agli umani". Il suo nome significa "bianco" in Tedesco. Chiamato anche "Weiss l'Immacolato", ricevette il titolo di comandante in quanto era il più forte tra gli Tsviet. Impugna due katana-revolver (qualcosa di simile ai "gunblades" di Squall Leonhart, nonostante vi siano parecchie differenze). Possiede tutte le abilità degli altri Tsviet. Viene posseduto dai frammenti digitali di Hojo, che per sopravvivere all'arrivo di Meteor, si era immesso nella rete digitale. Il suo scopo è quello di risvegliare Omega e di diventare un tutt'uno con esso. Il potere del Mako donava a Weiss abilità di gran lunga superiori a quelle di Vincent, che però alla fine grazie al potere di Chaos riesce a sconfiggerlo. Una volta sconfitto, Nero vuole riunirsi al proprio fratello, intaccando il controllo di Hojo su Weiss, che così non era più un essere puro. Hojo viene così distrutto da Nero e Weiss, che riesce a unirsi ad Omega. Dopo la fine di Omega viene raccolto da Genesis, che lo chiama "fratello", invitandolo a svegliarsi, poiché "ci sono ancora molte cose da fare".

- Genesis Rhapsodos: conosciuto inizialmente con "G", Genesis è un misterioso 1st Class SOLDIER che si ribellò alla Shinra e disertò durante la guerra di Wutai e fu inseguito da Zack Fair, affiancato da Angeal Hewley e Sephiroth. I suoi occhi brillano intensamente per il Mako e ha l'ala sinistra nera, mentre Angeal ha l'ala destra bianca e Sephiroth ha l'ala destra nera. Il suo legame con i Deepground suggerisce che le sue origini siano collegate con le ricerche di Lucrecia Crescent e Grimoire Valentine e al Progetto G (Gillian), che proseguì con il Progetto Jenova che produsse Sephiroth. Genesis è il principale nemico nel GDR Final Fantasy VII: Crisis Core, dove Nero e Weiss lo prendono con loro dopo la sconfitta subita da parte di Zack. Genesis nel gioco non ha un grande ruolo, ma come dimostrato in Crisis Core è uno dei personaggi più forti della saga. Anche se è alleato con i Deepground, Genesis ha capito il valore della vita, per questo si immischia poco negli affari di Nero e Weiss, stando con loro solo perché lo hanno preso con loro quando si trovava in fin di vita. Di lui si sa molto poco, in quanto (come si vede in Crisis Core) tutti i file su di lui sono stati cancellati; si conosce solo l'iniziale ed è noto il suo misterioso legame con i Deepground. Durante il gioco si possono raccogliere i "Rapporti G" che parlano meglio di Genesis, ma rivelano sempre poco o nulla. Nel filmato segreto dopo la fine del gioco Genesis appare e reclama il corpo privo di vita di Weiss, dicendo che il loro lavoro non è ancora finito.

- Lucrecia Crescent: Lucrecia è una ricercatrice che lavorò al progetto Jenova assieme al professor Hojo e al professor Gast. Ebbe una relazione con Vincent e fu la madre del figlio di Hojo, Sephiroth. Si pensa che Lucrecia sia nata circa 60 anni prima degli eventi di Dirge of Cerberus. Lavorò come una esperta di biotecnologie per la Shinra Electric Power Company sotto la direzione di Grimoire Valentine, padre Vincent Valentine. Le sue tesi su Omega and Chaos furono criticate e ritenute prive di fondamento, ma lei ne era fermamente convinta e voleva dimostrarlo. Durante gli eventi precedenti a Final Fantasy VII, Lucrecia era stata nominata assistente del Professor Faremis Gast assieme al Professor Hojo nella città di Nibelheim. Investigarono su una specie aliena (in seguito chiamata Jenova) proveniente dal Northern Crater, e pensarono che si trattasse di un Ancient (Cetra). In seguito ad alcune analisi si convinsero, sbagliando, che fosse effettivamente un Cetra e ne ricavarono il DNA in modo da produrre artificialmente soldati con le abilità dei Cetra. Lucrecia usò come cavia suo figlio, non ancora nato, usando esperimenti in vitro, nonostante le obiezioni di Vincent. Durante la gravidanza, Lucrecia iniziò ad avere visioni degli orrori che suo figlio avrebbe fatto, e in un ultimo incontro vide Hojo sparare a Vincent. Temendo per la sua vita, Lucrecia lo rianimò in una sostanza chiamata "Sostanza G", causando la nascita di un essere chiamato Chaos, che venne assorbito dal corpo di Vincent. Nonostante fosse salvo, Vincent si trovava in uno stato di rabbia e pazzia. Inorridita da tutto ciò che aveva fatto alle persone che amava e da ciò che avrebbe fatto suo figlio, decise di uccidersi. Tuttavia, non riuscì a morire a causa della presenza delle cellule di Jenova nel suo corpo, così si rinchiuse in una caverna all'interno di un cristallo Mako. Durante gli eventi di Final Fantasy VII viene trovata da Vincent e soci, e chiede se Sephiroth sia ancora vivo. Vincent, volendola aiutare a riposare in pace, le dice che era morto.

- Grimoire Valentine: padre di Vincent e mentore di Lucrecia. Grazie alle sue conoscenze su Chaos e sulla sua locazione sotto ad una sacra fontana, Lucrecia e Grimoire si recano sul posto per accertare le proprie tesi. Tuttavia a causa di un errore Grimoire muore per salvare Lucrecia. La sua morte causa un allontanamento di Lucrecia da Vincent e quando Vincent scopre la relazione che aveva con suo padre, Lucrecia cade nelle mani di Hojo. Vincent ha gli stessi occhi del padre. Grimoire scrisse i primi 5 Rapporti Omega che si trovano durante il gioco.

- Omega: l'Arma finale che si attiva quando incombe una calamità per la terra. Una volta risvegliata, Omega assorbirà tutto il Lifestream del pianeta per solcare con esso l'universo. Il Pianeta stesso sarebbe poi ridotto a una sfera priva di vita. La dottoressa Lucrecia Crescent fece ricerche su Omega e Chaos assieme a Grimoire. Hojo tentò di sfruttare le ricerche di Lucrecia e decise di uccidere un numero enorme di persone in modo da alterare il Lifestream e fare credere al pianeta di essere in pericolo, il che avrebbe risvegliato Omega. Usando Weiss, Hojo si sarebbe poi unito ad Omega, ma Nero rovinò i suoi piani ed espose Omega al flusso vitale corrotto. Ciò rese Omega ostile e portatrice di distruzione. Il corpo di Omega richiama vagamente la lettera Greca Omega.[2]

## Modalità di gioco
Oltre alla modalità principale, esistono altre due modalità:
- Storia: è possibile giocare nei panni di Vincent, scegliendo tra due difficoltà, normale e difficile.
- Addestramento: qui è possibile affinare le proprie capacità e imparare al meglio i comandi di gioco.
- Speciale: Qui si possono trovare i filmati di gioco, le immagini dei personaggi, le colonne sonore e alcune missioni speciali da completare.

Durante la storia, Vincent avrà a disposizione vari tipi di armi con cui equipaggiarsi, e alcuni tipi di oggetti necessari per andare avanti col proseguire del gioco:
- Cerberus: l'arma base di Vincent; si tratta della sua pistola, molto utile negli scontri singoli.
- Idra: fucile di grande potenza, indicato contro i nemici di grossa stazza e nelle missioni di cecchinaggio.
- Grifon: più veloce del fucile, ma più debole, utile contro bersagli multipli e quando è richiesta una maggiore quantità di fuoco.

Queste armi potranno essere equipaggiate con la Materia; ne esistono 3 tipi: Fire, Thunder e Blizzard, e ognuna di esse dota l'arma di una proprietà elementale (appunto fuoco, tuono o ghiaccio).

## Colonna sonora
La colonna sonora, composta da 53 brani, è stata realizzata da Masashi Hamauzu con la collaborazione del cantante GACKT.
1. Flicker – 1:28
2. Calm Before the Storm – 2:20
3. Trigger Situation – 2:04
4. Prologue of “DIRGE of CERBERUS” – 2:46
5. Fragment of Memory – 4:00
6. Fearful Happening – 3:53
7. WRO March – 2:22
8. Azul the Cerulean – 2:15
9. Fight Tune “Arms of Shinra” – 3:13
10. Abhorrence Whirls – 3:43
11. Silent Edge – 3:05
12. Undulation – 1:04
13. Counteroffensive – 2:20
14. Ten Year Reunion – 3:13
15. Fight Tune “Girl Named Shelke” – 2:54
16. Fight Tune “Killing One Another” – 2:11
17. Uneasy Feelings – 2:51
18. Memories with Lucrecia – 1:11
19. Sneaky Cait Sith – 3:56
20. Darkness – 2:19
21. Lifestream – 4:08
22. Rosso the Crimson – 1:23
23. Mysterious Ninja – 1:11
24. Ninja Girl of Wutai – 1:24
25. Sudden Parting – 1:10
26. Discovery in Sadness – 1:25
27. A Proposal – 2:17
28. High-Spirited – 0:40
29. Return to the Subject – 2:54
30. Marching Tune #0 – 0:55
31. Return to the Origin – 2:05
32. Marching Tune – 3:50
33. Fight Tune “Crimson Impact” – 1:52
34. Under a Full Moon – 1:23
35. Trespasser – 4:03
36. Transformation into Chaos – 1:17
37. Splinter of Sadness – 2:02
38. Deep Darkness of Shinra – 3:55
39. Lucrecia Crescent – 3:33
40. Forgotten Tears – 1:35
41. Fight Tune “Messenger of the Dark” – 2:40
42. Awakening – 1:44
43. Fight Tune “The Immaculate” – 5:03
44. Finally Reborn – 1:36
45. The Last SND – 1:37
46. Everyone's Help – 1:43
47. Longing – 4:00
48. Terminus – 3:01
49. Quickening – 3:00
50. Death and Rebirth – 1:07
51. Chaotic End – 4:28
52. Redemption – 4:04
53. Hope of the Future – 3:51